# Carlos Barbosa
Carlos Barbosa é um município brasileiro do estado do Rio Grande do Sul. Seu nome é uma homenagem a Carlos Barbosa Gonçalves, governador do estado durante a República Velha. É, sobretudo graças à equipe ACBF, a Capital Nacional do Futsal.
No município, localizam-se as sedes das indústrias Tramontina e Cooperativa Santa Clara, que possibilitaram uma mudança significativa na economia local e comércio.

## História
A história de Carlos Barbosa começa por volta de 1855, com a vinda dos primeiros imigrantes alemães. Mas, o maior impulso ao desenvolvimento da localidade aconteceu na década de 1870, com a chegada dos imigrantes italianos, que constituíam o grupo mais numeroso que aqui se estabeleceu, fixando-se em quase todas as localidades do município. São procedentes de oito regiões da Itália, sendo que a maior parte veio do Vêneto e da Lombardia.
Primeira Secção do Caminho Geral, Trinta e Cinco e Santa Luiza, foram os primeiros nomes dados à localidade. Em 25 de janeiro de 1910, o intendente de Garibaldi deu-lhe a denominação oficial e definitiva, de Carlos Barbosa, em homenagem ao então Governador do Estado, Carlos Barbosa Gonçalves, em cuja gestão (1909 a 1913) foi construída a ferrovia Montenegro-Caxias do Sul.
Em 25 de setembro de 1959, foi assinado pelo então governador do estado Leonel Brizola, o decreto de criação do novo município de Carlos Barbosa.

## Economia
A economia do município baseia-se principalmente no setor industrial onde destaca-se na produção de talheres, panelas, pias e equipamentos elétricos (Tramontina), calçados, esquadrias de madeira, móveis, leite e derivados (Cooperativa Santa Clara), entre outros.
Na agropecuária destaca-se a criação de gado leiteiro e a cultura de batata e milho, entre outras.

### Turismo
As atividades turísticas do município estão fundamentadas na natureza exuberante, característica da região, bem como nos atrativos históricos deixados pelos imigrantes. Recentemente a administração municipal, através de concurso público, oficializou a logomarca turística do município de Carlos barbosa, incentivando assim o fortalecimento da identidade visual da cidade.
A marca possui como foco principal os trilhos e a Estação Ferroviária de Carlos Barbosa, juntamente com a caixa d’água que abastecia todo o município, símbolos históricos do desenvolvimento do município. 
Também inserida nesta composição está a torre, elemento marcante do centro da cidade e muito apreciada pelos barbosenses e turistas.
Ao lado da estação estão três faixas que possuem significados específicos, e que traduzem o desenvolvimento do município. A faixa cinza representa o metal, remetendo às antigas ferramentas inicialmente fabricadas pela Tramontina e sua representatividade para a economia de Carlos Barbosa, bem como todas as outras indústrias metalúrgicas que aqui se firmaram. A faixa laranja faz alusão à ACBF, reconhecida mundialmente por suas conquistas esportivas. Por fim, a faixa amarela representa os deliciosos queijos que Carlos Barbosa produz, provenientes da significativa produção leiteira da cidade.
Algumas atrações turísticas:
- o passeio de Maria Fumaça, cuja estação final é a estação de Carlos Barbosa
- as igrejas
- os capitéis
- os passeios pelo interior do município
- as festas tradicionais, entre elas, o Festiqueijo

## Esporte
Dentre os esportes praticados em Carlos Barbosa destacam-se:
- o mundialmente conhecido time de futsal, a Associação Carlos Barbosa de Futsal (ACBF)
- a rampa de saltos de parapente
- a pista de motocross, onde é realizada uma etapa do campeonato brasileiro desse esporte
- o futebol americano, esporte que vem crescendo no estado, através do Carlos Barbosa Ximangos.
- as várias equipes de bocha, esporte tradicional da colônia italiana
- as várias equipes de bolão, esporte parecido com boliche, mas com algumas modificações, praticado pela colônia alemã.
- downhill é praticado por vários jovens da cidade.

## Imprensa
O município conta com três jornais semanais. O Jornal Contexto é o mais antigo, fundado em 1 de janeiro de 1987. Em 2004 foi criado o Jornal de Carlos Barbosa (JCB) e, em 2015, o esportivo Gol Mania. Funcionam na cidade também as rádios A Voz FM 87,5 MHz e Estação FM.

## Transporte Urbano
Em 21 de março de 2011, foi implantado pela 1ª vez em Carlos Barbosa, o transporte coletivo urbano.

## Geografia
Localiza-se a uma latitude 29º17'51" sul e a uma longitude 51º30'13" oeste, estando a uma altitude de 676 metros.
Possui uma área de 208,16 km² e sua população foi estimada em 29 833 habitantes, conforme dados do IBGE de 2019.

### Clima
Carlos Barbosa apresenta um clima temperado oceânico (Cfb), com uma precipitação pluviométrica média anual de 1 500 milímetros. A média de temperatura é de 17 graus centígrados, com invernos moderadamente frios, e verões com temperaturas relativamente elevadas. Os meses mais quentes, janeiro e fevereiro, têm temperatura máxima média de 26 graus centígrados e mínima média de 16 graus centígrados, enquanto os meses mais frios (junho e julho) têm máxima média de 17 e mínima média de 8 graus centígrados.
| Dados climatológicos para Carlos Barbosa | Dados climatológicos para Carlos Barbosa | Dados climatológicos para Carlos Barbosa | Dados climatológicos para Carlos Barbosa | Dados climatológicos para Carlos Barbosa | Dados climatológicos para Carlos Barbosa | Dados climatológicos para Carlos Barbosa | Dados climatológicos para Carlos Barbosa | Dados climatológicos para Carlos Barbosa | Dados climatológicos para Carlos Barbosa | Dados climatológicos para Carlos Barbosa | Dados climatológicos para Carlos Barbosa | Dados climatológicos para Carlos Barbosa | Dados climatológicos para Carlos Barbosa |
| Mês                                      | Jan                                      | Fev                                      | Mar                                      | Abr                                      | Mai                                      | Jun                                      | Jul                                      | Ago                                      | Set                                      | Out                                      | Nov                                      | Dez                                      |                                          |
| ---------------------------------------- | ---------------------------------------- | ---------------------------------------- | ---------------------------------------- | ---------------------------------------- | ---------------------------------------- | ---------------------------------------- | ---------------------------------------- | ---------------------------------------- | ---------------------------------------- | ---------------------------------------- | ---------------------------------------- | ---------------------------------------- | ---------------------------------------- |
| Temperatura máxima média (°C)            | 26,8                                     | 25,5                                     | 23,2                                     | 20,2                                     | 17,7                                     | 17,2                                     | 17,7                                     | 19,2                                     | 20,8                                     | 23,0                                     | 25,3                                     | 23,8                                     |                                          |
| Temperatura mínima média (°C)            | 16,8                                     | 16,1                                     | 13,9                                     | 11,3                                     | 9,1                                      | 8,5                                      | 8,6                                      | 9,6                                      | 10,8                                     | 12,6                                     | 14,5                                     | 13,7                                     |                                          |
| Precipitação (mm)                        | 152                                      | 146                                      | 172                                      | 131                                      | 119                                      | 146                                      | 136                                      | 150                                      | 173                                      | 147                                      | 128                                      | 155                                      |                                          |
| Fonte: Climate Data                      |                                          |                                          |                                          |                                          |                                          |                                          |                                          |                                          |                                          |                                          |                                          |                                          |                                          |

## Subdivisões

### Distritos
| Distrito                | População |
| ----------------------- | --------- |
| Arco Verde              | 1000      |
| Carlos Barbosa (sede)   | 17000     |
| Cinco da Boa Vista      | 800       |
| Santa Luiza             | 1300      |
| Santo Antônio de Castro | 1000      |

###### Referência bibliográfica
- MIGOT, Aldo Francisco. História de Carlos Barbosa. Carlos Barbosa: Prefeitura Municipal; Porto Alegre: EST; Caxias do Sul: EDUCS, 1989

## Cidades-irmãs
- Borso del Grappa, Treviso, Itália [10]
- Nove, Vicenza, Itália [10]